# جسیکا مندوزا
جسیکا مندوزا (انگلیسی: Jessica Mendoza؛ زادهٔ ۱۱ نوامبر ۱۹۸۰) بازیکن سافت‌بال اهل ایالات متحده آمریکا است.
وی در مسابقات کشوری و بین‌المللی در مجموع برندهٔ ۱ مدال طلا، ۱ مدال نقره شده‌است.